# Dicaeum maugei
Pica-flor-de-peito-vermelho (Dicaeum maugei) é uma espécie de ave da família Dicaeidae.
Pode ser encontrada nos seguintes países: Indonésia e Timor-Leste.
Os seus habitats naturais são: florestas subtropicais ou tropicais húmidas de baixa altitude e regiões subtropicais ou tropicais húmidas de alta altitude.